# Fetokopunga
Fetokopunga (auch: Fetokobuga, Fetokobunga) ist eine Insel im Archipel Haʻapai, die zum Königreich Tonga gehört.

## Geografie
Das Motu liegt im Osten von ʻOtu Muʻomuʻa als nördlichste Spitze der ʻOtu Tolu Group, deren Inseln Telekivavaʻu, Nukutavake und Telekihaʻapai, sowie Telekitonga sich nach Süden anschließen.

## Klima
Das Klima ist tropisch heiß, wird jedoch von ständig wehenden Winden gemäßigt. Ebenso wie die anderen Inseln der Haʻapai-Gruppe wird Fetokopunga gelegentlich von Zyklonen heimgesucht.